# Řecko na Letních olympijských hrách 2012
Řecko se účastnilo Letní olympiády 2012. Zastupovalo ho 103 sportovců (65 mužů a 38 žen) v 19 sportech.

## Medailisté
| Medaile | Jméno                                         | Sport     | Soutěž                    |
| ------- | --------------------------------------------- | --------- | ------------------------- |
| Bronz   | Ilias Iliadis                                 | Judo      | muži 90 kg                |
| Bronz   | Christina Giazitzidouová Alexandra Tsiavouová | Veslování | ženy dvojskif lehkých vah |